# سیادک دهمرده
سیادک دهمرده، روستایی از توابع بخش مرکزی شهرستان هیرمند در استان سیستان و بلوچستان در ایران است.

## جمعیت
این روستا در دهستان مارگان قرار داشته و براساس آخرین سرشماری مرکز آمار ایران که در سال ۱۳۸۵ صورت گرفته، جمعیت آن ۱۶۷نفر (۳۸خانوار) بوده‌است.